# Morley Lake (Morley River)
Der Morley Lake ist ein 11,14 km² großer See in Kanada an der Grenze zwischen British Columbia und Yukon. Der See befindet sich im Stammesgebiet des Teslin Tlingit Coucil.

## Lage
Der 814 m hoch gelegene Morley Lake befindet sich knapp 40 km ostsüdöstlich der Gemeinde Teslin. Der See hat eine Länge von etwa 11 Kilometern sowie eine maximale Breite von ungefähr 1,4 km. Er ist bis zu 30 m tief und weist eine mittlere Wassertiefe von 8,07 m auf. Der Morley River durchquert den See und fließt später dem Teslin Lake zu. Der Alaska Highway führt am südlichen Ende des Sees vorbei. Dort befindet sich die „Morley Lake Recreational Site“, ein von der Provinz British Columbia betriebener Campingplatz mit einem Kiesufer, das als Bootsrampe verwendet werden kann.

## Seefauna
Zur Seefauna des Morley Lake gehören der Amerikanische Seesaibling und die Heringsmaräne.